# José Antonio del Busto Duthurburu
José Antonio del Busto Duthurburu (21 d'agost de 1932 - 25 de desembre del 2006) fou un historiador peruà, especialitzat en la història sud-americana del segle xvi.

## Biografia
José Antonio del Busto va néixer al districte peruà de Barranco, el 1932. Va acabar els seus estudis a la Pontificia Universitat Catòlica del Perú, i després es dedicà a l'estudi i a l'ensenyament de la conquesta espanyola del Perú en aquesta mateixa universitat. Va rebre el seu doctorat en història i geografia als 25 anys.
Durant la seva carrera d'història, José Antonio del Busto es dedicà a investigar sobre el període inca, de conquesta i colonial del Perú.
El 1967, va viatjar a Oceania per investigar sobre el possible viatge de Túpac Yupanqui a aquell continent. El 2006, publicà Túpac Yupanqui, descubridor de Oceanía, un llibre que tracta sobre aquest possible viatge de Túpac Yupanqui.
El 1968 va guanyar el Premio de Cultura Nacional Inca Garcilaso de la Vega, i el 1979 va rebre la Creu Peruana del Mèrit Naval, per les seves contribucions a la investigació històrica naval. Per això, fou nomenat Cronista Major de la primera Expedició Científica Peruana a l'Antàrtida, el 1988. El 2002, se li va atorgar la Medalla Cívica de la ciutat de Lima.
El 2006, publica una de les seves obres més importants: Pizarro, una biografia sobre el conqueridor espanyol del mateix nom.
A mitjans dels anys 90,va començar a patir un càncer d'esòfag, i encara que el va superar, el càncer va tornar a brotar el 2005, i es va estendre. Va morir el 25 de desembre del 2006, després d'una llarga lluita contra aquesta malaltia.

## Obra
- El Conde de Nieva, Virrey del Perú - 1963
- Francisco Pizarro, el Marqués Gobernador - 1966
- La tesis universitaria - 1966
- La casa de Peralta en el Perú - 1966
- La expedición de Hernando Pizarro a Pachacamac - 1967
- Perú pre-incaico - 1975
- Perú incaico - 1977
- Historia general del Perú: Descubrimiento y conquista - 1978
- La conquista del Perú - 1981
- La pacificación del Perú - 1984
- José Gabriel Túpac Amaru antes de su rebelión - 1981
- La Hueste Perulera: Selección de J.A. del Busto - 1981
- Francisco Pizarro y Trujillo de Extremadura - 1983
- Historia y leyenda del Viejo Barranco - 1985
- Diccionario histórico biográfico de los conquistadores del Perú - 1987
- Compendio de historia del Perú - 1983
- San Martín de Porras::(Martín de Porras Velásquez) - 1992
- Dos personajes de la conquista del Perú - 1969
- Antártida: Historia y futuro - 1991
- La tierra y la sangre de Francisco Pizarro - 1993
- Historia general del Perú - 1994
- Fundadores de ciudades en el Perú::(siglo XVI) - 1995
- Tres ensayos peruanistas - 1998
- Historia de la minería en el Perú - 1999
- Breve historia de los negros del Perú - 2001
- Pizarro - 2001
- Los hijos del Sol - 2005
- Túpac Yupanqui. Descubridor de Oceanía - 2006